# Guido Cavalcanti
Guido Cavalcanti (1258-1300) fou un poeta italià. Nascut a Florència, fou un dels principals exponents del Dolce stil nuovo.
Cavalcanti, fill de Cavalcante dei Cavalcanti, era un membre benestant de l'artistocràcia güelfa florentina; participà en la política a la pugna entre güelfs i gibel·lins.

Rime di Guido Cavalcanti, 1813